# Otto Reindl
Otto Reindl (* 5. Oktober 1900 in Nürnberg; † 1. September 1994 ebenda) war ein deutscher Politiker (WAV, DP).
Reindl gehörte dem Deutschen Bundestag in dessen erster Legislaturperiode (1949–1953) an. Ursprünglich für die Wiederaufbau-Vereinigung (WAV) gewählt, deren stellvertretender Fraktionsvorsitzender er auch war, wechselte er am 6. Dezember 1951 mit dem Großteil der WAV-Abgeordneten aus Protest gegen die Wiederwahl von Alfred Loritz als Parteivorsitzender zur Deutschen Partei (DP) über, wo sie die Gruppe der „Deutschen Partei Bayern (DPB)“ innerhalb der DP-Fraktion bildeten. Nach nur einem Jahr verließ er die DP jedoch wieder und gründete am 29. April 1953 mit Alfred Loritz, mit dem er sich wieder versöhnt hatte, Wolfgang Hedler, Günter Goetzendorff und Erich Langer bis zum Ende der Legislaturperiode erneut eine parlamentarische Gruppe der WAV.
Nach 1953 war Reindl nicht mehr im Bundestag vertreten. 